# Júlia Schmidt
 Júlia Beatriz de Almeida Nogueira Schmidt (Cabo Frio, 25 de julho de 1991) é uma jogadora de Vôlei de praia, participou de uma edição do Campeonato Mundial de Vôlei de Praia na categoria Sub-19 e  disputou duas edições do Campeonato Mundial de Vôlei de Praia na categoria Sub-21, sendo medalhista de bronze na edição realizada do ano de 2010 na Turquia.Conquistou a medalha de bronze nos Jogos da Lusofonia de 2009 em Portugal e também alcançou o a medalha de ouro nos Jogos Sul-Americanos no ano de 2010 na Colômbia.

## Carreira
Júlia provém de uma família com sobrenome bastante conhecido no esporte brasileiro, ela é sobrinha do ex-basquetebolista Oscar Schmidt e do jornalista e apresentador Tadeu Schmidt, e ainda é irmã do campeão olímpico de vôlei de praia Bruno Oscar Schmidt , filha de Luiz Felipe Schmidt e Júnia.
Praticou natação e basquetebol, até que com nove anos de idade iniciou no voleibol indoor, tempos depois a estatura foi um fator que implicou nesta modalidade, levando-a ao vôlei de praia.Nascida em Cabo Frio,  Rio de Janeiro, foi em Brasília que iniciou os treinamentos sob orientação do técnico Maurício Thomas, e integrou a as categorias de base do Brasil Telecom/Força Olímpica.No indoor ela representou as categorias de base da Seleção Capixaba e foi pré-convocada para as categorias de base da Seleção Brasileira.
Em 2006 disputou o Campeonato Mundial de Vôlei de Praia na categoria Sub-19, este sediado em Bermuda, quando atuou ao lado da jogadora  Carla Barreto e finalizaram na nona colocação.
Participou do Campeonato Mundial de Vôlei de Praia na categoria Sub-21 de 2009 em Blackpool, formando dupla com Amanda Maltez, edição na qual obteve a nona colocação.
Formou dupla em 2008 com   Marcella Cavalleiro e representando o Espírito Santo conquistaram o título do Campeonato Brasileiro Sub-19 e foi campeã do Torneio Internacional no Peru, ou seja, I Copa Costa Azul, na Praia de Ventanilla, Peru, ao lado de  Pauline Alves,; com Pauline conquistou o vice-campeonato na etapa de Esmeraldas, Equador, do Circuito Sul-Americano de Vôlei de Praia de 2008.
Na temporada de 2010 foi convocada para Seleção Brasileira de Vôlei de Praia em preparação para mais uma edição de Campeonato Mundial de Vôlei de Praia na categoria Sub-21,desta vez foi realizado na cidade turca de Alanya e  foi ao lado de Fabí Aires que conquistou nesta edição a medalha de bronze; com esta formação de dupla disputou pelo Circuito Mundial a etapa Challenger de 2010 na cidade indiana de Chennai e encerrou na quarta posição.
Ainda em 2010 disputou os Jogos Sul-Americanos de 2010 em Medelín  novamente ao lado de Fabí Airese também juntas disputaram o Campeonato Mundial Universitário de Vôlei de Praia 2010, disputado em Alanya, ocasião que finalizaram na quinta colocação.
Pelo Circuito Sub-21 Banco do Brasil de 2010 atuou com Fabí Aires, conquistaram cinco das seis etapas  uma delas foi a etapa e São Josée sagraram-se campeãs da temporada.
No ano de 2011 formou dupla com Juliana Simões conquistou a terceira posição na etapa do Guarujá do Circuito Sub-21 de Vôlei de Praiae foram convocadas para Seleção Brasileira de Vôlei de Praia para os treinamentos visando o Campeonato Mundial Sub-21 em Halifax, Canadá.
Disputou o Campeonato Mundial Universitário de Vôlei de Praia de 2012, sediado em Maceió, ocasião que atuou ao lado de Luana Madeira e finalizaram na quinta colocação.
Jogou  com Haissa Rodrigues em 2012 e conquistaram o título da primeira etapa do Circuito Sub-23 Banco do Brasil Vôlei de Praia em Cabo Branco.Neste mesmo ano atuou com a ex-voleibolista indoor Fernanda Berti em etapas do Circuito Brasileiro de Vôlei de Praia.
No início de 2013 quase desistiu da carreira quando alcançou o quarto lugar na etapa de Fortaleza do Circuito Brasileiro Banco do Brasil para cursar a Faculdade de Medicina, mas retomou a carreira em 2013, formou dupla com Rafaela Fares, e também com  Pauline Alves quando alcançaram a quinta posição no Circuito Brasileiro Banco do Brasil de 2013-14 na etapa de Vitória, e nas etapas do Rio de Janeiro, Campinas e São José voltou a formar dupla com  Luana Madeira , alcançando o quarto lugar na etapa de São José e  se ausentou na etapa de Brasília.
Ao lado de Rafaela Fares conquistou o bronze na etapa de Tucumán, na Argentina pelo Circuito Sul-Americano de Vôlei de Praia de 2014.

## Títulos e resultados
- Etapa Challenger de Chennai:2010[4]
- Etapa do Equador do Circuito Sul-Americano de Vôlei de Praia:2008[8]
- Etapa da Argentina do Circuito Sul-Americano de Vôlei de Praia:2014[26]
- Etapa de São José do Circuito Branco  do Brasil:2013-14[1]
- Etapa de Fortaleza do Circuito Branco  do Brasil:2013-14[1]
- Etapa de Cabo Branco  do Circuito Sub-23 Banco do Brasil:2012[23]
- Etapa do Guarujá  do Circuito Sub-21 Banco do Brasil:2011[18]:
- Circuito Sub-21 Banco do Brasil:2010[17]
- Etapa de São José do Circuito Sub-21 Banco do Brasil:2010[16]
- Circuito Brasileiro de Voleibol de Praia Sub-21:2008[5]

## Premiações Individuais
[carece de fontes?]